# Tabor (województwo mazowieckie)
Tabor – wieś sołecka w Polsce położona w województwie mazowieckim, w powiecie otwockim, w gminie Celestynów.
Nazwa wsi pochodzi od węgierskiego słowa tabar oznaczającego „obóz”, „namiot” lub od słowa topór określającego przedmiot, który był używany do karczowania lasów przez tureckich jeńców, wziętych do niewoli po bitwie pod Wiedniem, którzy się tam osiedlili. Rozwój gospodarczy wsi zagwarantowało położenie przy trakcie z Osiecka do Karczewa. W latach 1863–1864 w pobliskich lasach swe kryjówki mieli powstańcy. W okresie 1975–1998 miejscowość administracyjnie należała do województwa warszawskiego. Do dziś we wsi zachował się jeden drewniany dom oraz kilka przydrożnych krzyży. Obok jednego z nich w XIX w. stała karczma.